# كارول آن أبرامز
كارول آن أبرامز (بالإنجليزية: Carol Ann Abrams)‏ هي منتجة أفلام ومحامية أمريكية، ولدت في 23 سبتمبر 1942 في نيويورك في الولايات المتحدة، وتوفيت في 3 يونيو 2012 في لوس أنجلوس في الولايات المتحدة بسبب سرطان.

## وصلات خارجية
- كارول آن أبرامز على موقع IMDb (الإنجليزية)